# بدائع العضيان
بدائع العضيان، هي قرية من فئة (أ) تقع في محافظة عفيف، والتابعة لمنطقة الرياض في السعودية. وتبعد بدائع العضيان عن محافظة عفيف بمسافة تقارب (55) كم. ، وهي للمشابين خاصةً وهم الذين أخذوها بحد السيف و اول من سكنها ، وتأتي بدائع العضيان بإسم من الفارس و الأمير و شيخ السحله من العضيان الملقب بـ( خيال الشوشليه ) سليم بن سعود بن سعد ابن شبلان المشيبين ، وكما انه يعتزي في المعارك بـقوله ( خيال الشوشليه و أنا  اخو جوزاء ) .